# Colonia Popham

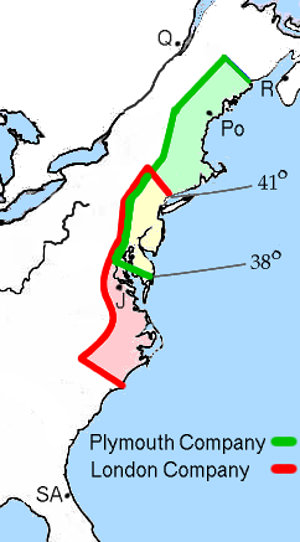
El sitio de la colonia Popham de 1607 en el actual estado de Maine se muestra con «Po» en el mapa. El asentamiento de Jamestown se muestra con «J».

La colonia Popham (en inglés: Popham Colony), también conocida como la colonia Sagadahoc (Sagadahoc Colony), fue un asentamiento colonial inglés de corta duración en América del Norte. Fue establecida en 1607 por la Plymouth Company, la compañía privilegiada propietaria, y estaba ubicada en la actual ciudad de Phippsburg, Maine, cerca de la desembocadura del río Kennebec. Fue fundada unos meses después de su rival más exitosa, la colonia de Jamestown y se conoce como «Popham» en honor a su principal patrocinador financiero, sir John Popham (1532-1607).
La colonia Popham fue la segunda colonia de la región que finalmente se conocerá como Nueva Inglaterra. La primera colonia fue la isla Saint Croix, cerca de lo que ahora es la ciudad de Calais. (La isla de Santa Cruz fue colonizada inicialmente en junio de 1604, luego trasladada en 1605 por Samuel de Champlain a la bahía de Fundy). Popham fue abandonada después de solo 14 meses, aparentemente debido más a la muerte de los patrocinadores y del primer presidente de la colonia que a la falta de éxito en el Nuevo Mundo. La pérdida de vidas de colonos en Popham en 1607 y 1608 fue mucho menor que la experimentada en Jamestown.
El primer barco oceánico construido por los ingleses en el Nuevo Mundo se completó en la colonia Popham durante su apenas año de existencia y sirvió para navegar de regreso a través del Atlántico hacia Inglaterra. La pinaza, llamada Virginia of Sagadahoc, aparentemente estaba en condiciones de navegar y cruzó el Atlántico nuevamente con éxito en 1609 como parte de la misión de suministro de nueve barcos de sir Christopher Newport a Jamestown. El pequeño Virginia sobrevivió a una poderosa tormenta de tres días en la travesía, que se piensa sería un huracán, y que hizo naufragar al nuevo gran buque insignia de la misión, el  Sea Venture , en Bermudas.
El recuerdo del sitio exacto que ocupó la colonia Popham se perdió hasta 1888, cuando se encontró un plano del sitio en el Archivo General de Simancas, en España. Ese plano coincide exactamente con la ubicación en Sabino Head, cerca del parque estatal Popham Beach de Maine (Popham Beach State Park). Excavaciones arqueológicas posteriores realizadas en 1994 confirmaron la ubicación y la precisión del plano. El sitio está incluido en el Registro Nacional de Lugares Históricos.

## Historia

### Establecimiento
Popham fue un proyecto de la Compañía Plymouth, que era una de las dos partes en competencia de la Compañía de Virginia, que el rey Jacobo I constituyó en 1606 para recaudar fondos privados de inversores con el fin de colonizar Virginia. En ese momento, el nombre de «Virginia» se aplicaba a toda la costa oriental de América del Norte, desde la Florida española hasta la Nueva Francia, en el actual Canadá. Esa zona estaba jurídicamente bajo la reclamación de la corona española, pero no estaba ocupada por los españoles.[cita requerida]
A la Compañía de Plymouth se le concedió una carta real y los derechos sobre la costa entre los paralelos 38° y 45° N; a la Compañía de Londres rival se le concedió la costa entre los paralelos 34° y 41° N. Los colonos debían establecerse primero dentro de sus respectivas áreas no superpuestas; el área superpuesta entre los 38° y 41° correspondería entonces a la primera compañía que demostrara ser «lo suficientemente fuerte» para colonizarla.[cita requerida]

### Colonos
El primer barco de la Compañía Plymouth, el Richard, zarpó en agosto de 1606, pero los españoles lo interceptaron y capturaron cerca de Florida en noviembre.
El siguiente intento tuvo más éxito. Unos 120 colonos (todos hombres y niños) partieron de Plymouth el 31 de mayo de 1607 en dos barcos. Tenían la intención de comerciar con metales preciosos, especias y pieles, y demostrar que los bosques locales podían utilizarse para construir barcos ingleses. George Popham (1550-1608) era el presidente de la colonia y capitán del Gift of God. Raleigh Gilbert, hijo de sir Humphrey Gilbert, era el almirante (segundo al mando) de la colonia y capitán del Mary and John. Ninguno de los dos era marino y los oficiales del barco del Mary and John eran Robert Davies y James Davis. El diario y el registro del barco del viaje (y de las primeras seis semanas de la colonia) son las principales fuentes contemporáneas de información sobre la colonia Popham. (Se llamaba «Popham» en honor a su principal patrocinador financiero, sir John Popham). El diario se conserva en el Museo Lambeth de Londres. James Davis fue nombrado posteriormente capitán del barco construido por los colonos, el Virginia, que realizó al menos otros dos viajes a través del Atlántico. Robert y James probablemente pertenecían a una familia de marineros de Devon, Inglaterra.
Sir John Popham era el Lord Chief Justice de Inglaterra, mientras que Gilbert era hijo de sir Humphrey Gilbert y medio sobrino de sir Walter Raleigh. Otro inversionista fue sir Ferdinando Gorges, el gobernador militar de Plymouth y gran parte de la información sobre los eventos en la colonia proviene de sus cartas y memorias. Entre los colonos se encontraba el reverendo Richard Seymour, nieto de sir Edward Seymour, duque de Somerset y hermano de la reina Jane Seymour. Nueve miembros del consejo y otros seis caballeros acompañaron la expedición, mientras que el resto eran soldados, artesanos, granjeros y comerciantes.
En agosto llegaron a Pemaquid y trajeron de regreso a un nativo, Skidwarres, que había sido capturado por George Weymouth en 1605. El Gift of God llegó a la desembocadura del río Kennebec (entonces llamado río Sagadahoc) el 13 de agosto de 1607. El Mary and John llegó tres días después. Rápidamente comenzaron la construcción del gran fuerte St. George en forma de estrella.

### Fuerte  St. George

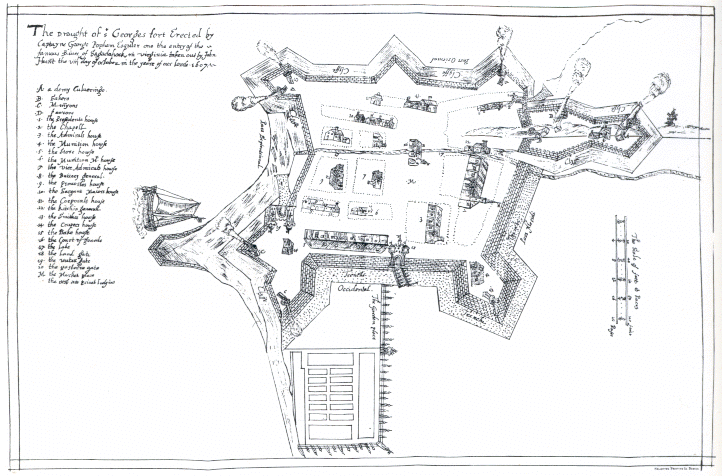
Mapa de John Hunt

El fuerte St. George, llamado así en honor al santo patrón de Inglaterra, fue construido en el promontorio de una zona llamada Sabino, a unos 16 km al sur de lo que hoy es Bath, Maine, en la ciudad de Phippsburg.
El 8 de octubre de 1607, el colono John Hunt —que figuraba en el registro de la colonia como dibujante ("draughtsman")— levantó un plano de la colonia. Hunt  Su mapa mostraba un fuerte en forma de estrella con zanjas y murallas, y 18 edificios, entre ellos la casa del almirante, una capilla, un almacén, una tonelería y una caseta de guardia. El plano del fuerte St. George muestra nueve cañones que variaban en tamaño desde una medio culebrina hasta un falconete. El plano se dibujó cuando el trabajo en el sitio estaba recién comenzando, por lo que no está claro cuánto se construyó realmente.
Como resultado del trabajo de espionaje, el mapa de Hunt fue vendido al embajador español en Londres, Pedro de Zúñiga. El mapa luego pasó al rey Felipe III de España, en 1608. En 1888 fue descubierto en el Archivo General de Simancas, en España.
El fuerte St. George fue abandonado después de 14 meses de ocupación. La mayor parte del sitio ahora es de propiedad privada, pero parte de él se encuentra dentro del Sitio Histórico Estatal de Fort Baldwin. Entre 1994 y 2013 se realizaron varias campaña arqueológicas en el sitio. Las excavaciones arqueológicas muestran algunos, pero no todos, los edificios del plano, y zanjas poco profundas donde se muestran trincheras defensivas en el plano. No se encontraron obras de mampostería, pero muchas de las defensas se basan en la orografía natural.

### Comienzan los problemas
Popham y Gilbert enviaron expediciones de reconocimiento río arriba y hacia el oeste a través de la bahía de Casco y contactaron con los abenaki, una tribu indígena perteneciente a los pueblos algonquinos del noreste de América del Norte. En una carta enviada al rey Jacobo I, Popham escribió que los nativos les habían dicho que la zona estaba llena de recursos fácilmente explotables. Sin embargo, la colonia no logró establecer una cooperación con la tribu.
La llegada a finales del verano significó que no tuvieron tiempo para sembrar y cosechar alimentos. Con suministros inadecuados, la mitad de los colonos regresaron a Inglaterra en diciembre de 1607 a bordo del Gift of God y casi murieron de hambre en el viaje de regreso, teniendo que vender su carga en las Azores. Los otros enfrentaron un invierno frío durante el cual el río Kennebec se congeló. Los registros históricos indican que el fuego destruyó partes del almacén y sus provisiones, pero las excavaciones arqueológicas indican que se quemaron otros edificios y no el almacén. George Popham murió el 5 de febrero de 1608. Es el único colono que se sabe que murió (en contraste con Jamestown, que perdió a la mitad de su población ese año) aunque los abenaki afirmaron que mataron a once colonos y prendieron fuego al sitio. Raleigh Gilbert se convirtió en presidente de la colonia a la edad de 25 años.
Los colonos completaron un proyecto importante: la construcción de un barco de 30 toneladas, una pinaza a la que llamaron Virginia.  Fue el primer barco inglés de alta mar construido en América. El propósito principal del Virginia era su uso en la exploración de la zona, pero más tarde fue reacondicionado y parte de los colonos regresaron a Inglaterra en él cuando la colonia fue abandonada. Este fue el comienzo de un legado de construcción naval de 400 años en el área de Bath, Maine.
En mayo de 1608, un barco de suministros llegó con el mensaje de que sir John Popham había muerto. El barco de suministros regresó a Inglaterra con un cargamento. Cuando el Mary and John  regresó en septiembre de 1608, llevaba de nuevo otra triste noticia, que el hermano mayor de Gilbert, John, había muerto. Gilbert heredó así el título y la propiedad del castillo de Compton en Devon. Decidió regresar a Inglaterra y, como no se encontró otro líder, la colonia decidió disolverse y los colonos restantes navegaron de regreso a casa en el Mary and John y el Virginia. (El Virginia  haría al menos una travesía más del Atlántico, yendo a Jamestown al año siguiente con el Third Supply, pilotado por el capitán James Davis.)
La colonia duró apenas 14 meses. Es probable que el fracaso de la colonia se debiera a múltiples problemas: la falta de apoyo financiero tras la muerte de sir John Popham, la imposibilidad de encontrar otro líder, el frío invierno y, finalmente, la hostilidad tanto de los nativos como de los franceses. Sir Francis Popham (hijo de sir John) intentó varias veces restablecer la colonia, pero no logró obtener el respaldo financiero. La colonización de Nueva Inglaterra se retrasó hasta que fue ocupada por refugiados en lugar de aventureros.

### Desarrollos posteriores

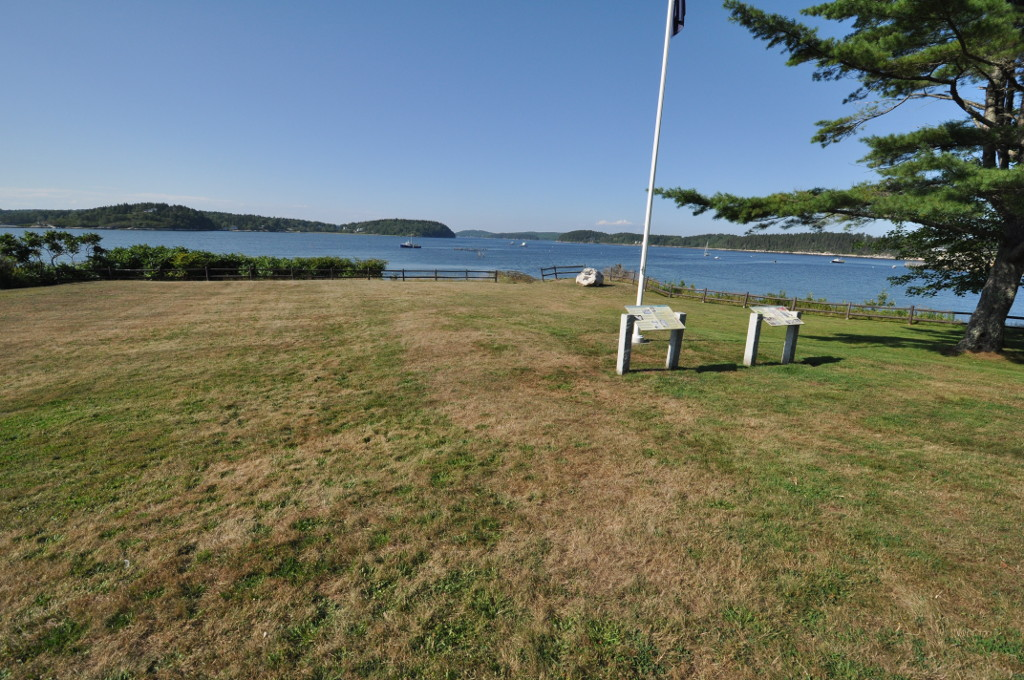
Sitio de Fort George en 2018

El colono francés Jean de Biencourt y el padre Pierre Biard visitaron el lugar abandonado en 1611. En 1624, Samuel Maverick también visitó el lugar e informó que estaba «cubierto de maleza», pero que aún se podían ver hierbas de jardín. En el siglo XVIII, el lugar se dividió en tierras de cultivo y se construyeron varias casas en el lugar.
Durante la guerra civil estadounidense, el ejército de la Unión construyó Fort Popham en la zona, directamente sobre el río Kennebec en la desembocadura de la bahía de Atkins (a unos 500 metros al este del sitio de la colonia Popham). En 1905, el ejército de los EE. UU. construyó Fort Baldwin en Sabino Head, justo al oeste del sitio, pero partes del sitio se utilizaron para transporte y almacenamiento. El Estado de Maine compró parte del área en 1924. Fort Baldwin fue reactivado durante la Segunda Guerra Mundial. Después de la guerra, Fort Baldwin fue devuelto al estado de Maine y ahora es parte del Sitio Histórico Estatal de Fort Baldwin. Gran parte del Sitio de la Colonia Popham es de propiedad privada.

## Excavaciones modernas
Las primeras excavaciones de la zona en la década de 1960 no tuvieron éxito. En 1994, Jeffrey Brain, del Museo Peabody Essex, confirmó el sitio de la colonia utilizando el plano de Hunt como guía y confirmó la precisión del plano. Comenzó una excavación mayor en 1997 y más tarde descubrió la casa del almirante, el almacén y un edificio de almacenamiento de licores. También demostró que el mapa de Hunt era muy preciso en la disposición y tamaño de los edificios que realmente se construyeron. Partes del fuerte, que probablemente incluirán la capilla y el cementerio, se encuentran en propiedad privada no abierta para excavaciones y la parte sur del fuerte está bajo una vía pública. Un hallazgo importante en las excavaciones posteriores fue que se había realizado una fundición de hierro en la colonia Popham, presumiblemente utilizando hierro de turbera local. Esta podría haber sido la fundición de hierro más antigua en lo que ahora es Estados Unidos. La excavación concluyó en 2013.